# Юркины рассветы
«Юркины рассветы» — советский художественный четырёхсерийный фильм 1974 года.

## Сюжет
История о трудовых буднях сельской молодёжи 1970-х годов. О конфликте молодого специалиста Юрия Хмеля (Валерий Рыжаков) с председателем колхоза (Иван Краско), а его молодой жены Жени (Светлана Тормахова) со свекровью (Нина Сазонова).

### 1 серия
Юра Хмель возвращается из армии и узнаёт, что его девушка Алла вышла замуж за председателя колхоза. Юра с друзьями идёт на комсомольское собрание, где встречается с Аллой и та советует ему уехать, но Юра категорически против. Вечером на танцах Юра знакомится с Женей. Утром мама Юры говорит, что Женя ему не пара — плохой характер и была замужем. Юра смеется. Вечером он вновь встречается с Женей и она говорит, что он ей нравится. Юру выбирают комсоргом колхозной ячейки. Вместе с дедом он идет в гости к старшему брату-орденоносцу и видит как зажиточно тот живёт.

### 2 серия
Женя рассказывает Юре о своей прошлой жизни. Юриной маме очень не нравится Женя, она уже присмотрела ему девушку. Юра присутствует в райкоме комсомола на собрании, где его кандидатуру утверждают. Он возвращается в совхоз и пытается собрать молодежь в крепкую команду. Вступает в спор с отцом из-за отношения к работе. Юра замечает, что его отца и учётчицу связывают не только служебные отношения. Он разговаривает с отцом и тот принимает решение расстаться с любовницей. Жена Юриного брата рожает двойню. Юра как комсорг пытается вникнуть в жизнь каждого комсомольца села, помочь решить их проблемы, кому мать не даёт денег на взносы, кого заставляют уносить корма с фермы домой. К Жене приезжает бывший муж, но она его прогоняет и собирается уехать из села. Юра её возвращает и предлагает пожениться, мама Юры против, отец и брат его поддерживают.

### 3 серия
Идёт комсомольское собрание, которое принимает форму разговора, в который вовлекаются все комсомольцы села. Не все согласны с решениями собрания, но секретарь райкома поддерживает Хмеля. Юра с Женей женятся. У Хмеля происходит разговор с председателем о комсомольских бригадах, ему не нравится, что комсомольцам дают старую технику, а председатель колхоза считает их затею не нужной. Хмели идет к парторгу, тот обещает помочь и предлагает им соревноваться с бригадой Ивана Хмеля. Комсомольцы понимают, что находятся в неравных условиях, но соглашаются. Комсомольцам постоянно вставляют палки в колеса, а бригаде Ивана Хмеля помогают. Юрий устраивает скандал, но добивается равного отношения. Видя, что из-за плохих дорог идут большие потери зерна, комсомольцы села после работы собираются для засыпки ям. Юра уезжает поступать в институт.

### 4 серия
Пока Юра находится в городе, Женя уходит жить к матери. Свёкор просит Женю вернуться, Иван зовёт их жить к себе, но Женя ждёт Юру. Поступив в институт, Юра возвращается домой и узнаёт что Женя ушла к матери. Юра просит Женю вернуться, но она отказывается. Юра спорит с парторгом о призвании к работе на селе, о жизни молодежи в колхозе, тот предлагает ему пожить отдельно от родителей и передаёт ему ключи от совхозной квартиры. Юра уходит из дома. На очередном собрании комсомольцы уговаривают председателя организовать комсомольское звено для работы в колхозе. Секретарь райкома комсомола полностью поддерживает работу Хмеля и комсомольцев.

## В ролях
- Валерий Рыжаков — Юрий Хмель, комсорг
- Николай Тимофеев — Николай Карпович Хмель, отец Юрия
- Нина Сазонова — Надежда Петровна Хмель, мать Юрия
- Георгий Куликов — Степан Николаевич Ищенко, парторг колхоза
- Светлана Тормахова — Евгения Алексеевна Гриневская (с 3-й серии — Евгения Хмель, жена Юрия)
- Михаил Голубович — Иван Хмель, брат Юрия
- Лариса Леонова — Зинаида, тётя Юрия
- Василий Яковлев — дед Юрия и Ивана
- Алексей Пуршев — Владимир Русаков, секретарь бюро райкома
- Геннадий Корольков — Василий Куренной, первый секретарь (серии 3-4)
- Леонид Марченко — Павка Клычков, друг Юрия
- Алексей Мороз — Сима Жигун, друг Юрия
- Людмила Сосюра — Ольга Федоровна, учетчица (серии 1-2)
- Галина Долгозвяга — Татьяна, жена Ивана (серии 1-2, 4)
- Иван Краско — Александр Сергеевич, председатель колхоза (серии 1, 3-4)
- Ирина Калиновская — Алла Стукалина, бывшая невеста Юрия, жена Александра Сергеевича (серии 1, 4)
- Надежда Самсонова — Анна Даниловна, мать Евгении (серии 2-4)
- Светлана Кондратова — Екатерина Росная
- Александр Милютин — Крамаренко
- Георгий Дворников — Николай Мельников
- Нина Ильина — Зинаида Дьяченко
- Алексей Крыченков — Ефим Заболотный
- Александр Белина — Константин Журавкин
- Владимир Габаев — Петро, бывший муж Евгении Гриневской (серии 2-3)
- Петр Вескляров — дядя Вася (серия 1)
- Ольга Петренко — Валентина, жена Павки Клычкова (серия 1)
- Людмила Лобза — Нина Дудка, телятница (серия 2)
- Владимир Пучков — Петя Виноградский (серия 2)
- Маргарита Криницына — Марья Борисовна, мать Пети Виноградского (серия 2)
- Владимир Денщиков — комсомолец на собрании (серия 3)
- Валентин Грудинин — Гриша Рожновский (серия 3)
- Дмитрий Франько — регистратор в ЗАГСе (серия 3, нет в титрах)
- Неонила Гнеповская — женщина на остановке (серия 4)
- Игорь Козлов — Михаил Дмитриевич, учитель (серия 4)
- Виктор Демерташ — комсомолец (серия 4)
- Нина Реус — комсомолка (серия 4, нет в титрах)

## Музыка
Песню «Обещание» («Степная птица вдаль зовёт, а степь привольна и чиста…») (М. Фрадкин, Р. Рождественский) исполнили Алла Абдалова и Николай Соловьёв.
В 1-й серии фильма звучит песня «Над Кубанью над рекой» в исполнении главных героев фильма.
В 3-й серии фильма звучит песня «Комсомольцы-добровольцы» (М. Фрадкин, Е. Долматовский), которая впервые прозвучала в фильме «Добровольцы».

## Съёмочная группа
- Автор сценария: Виктор Богатырёв
- Режиссёр-постановщик: Николай Ильинский
- Главный оператор: Вадим Верещак
- Художник-постановщик: Михаил Юферов
- Композитор: Марк Фрадкин
- Текст песни: Роберта Рождественского
- Звукооператор: Григорий Матус
- Режиссёры: Н. Сергеев, Н. Степанова
- Оператор: Геннадий Энгстрем
- Редактор: Юрий Морозов
- Монтажёр: С. Роженко
- Костюмы: Светлана Побережная, И. Жаркова
- Грим: Е. Кузьменко
- Ассистенты:
  - режиссёра — Е. Каминский, В. Райнчковская
  - оператора — А. Рязанцев, В. Саченко, Ю. Тимощук
  - художника — Ю. Козаченко
- Комбинированные съёмки:
  - оператор — Павел Король
  - художник — Михаил Полунин
- Консультанты: Э. А. Бессмертных, В. А. Коломиец
- Государственный симфонический оркестр кинематографии СССР, дирижёр: Юрий Силантьев
- Директор картины: Э. Русаков

## Технические данные
- Страна: СССР
- Производство: Киностудия им. А. Довженко, творческое объединение «Луч»
- Год: 1974
- Премьера: 15 марта 1975 года
- Серий: 4
- Цветной, 251 минута[1].

## Место съемок
- Фильм снимался в Темрюкском районе Краснодарского края[2].

## Награды
Телесериал был награждён Почётной грамотой ЦК ВЛКСМ «За лучший телефильм года» (1976).